# Пехлеви, Хамид Реза
Хамид Реза Пехлеви (перс. حمیدرضا پهلوی‎; 4 июля 1932 — 12 июля 1992) — член иранской шахской династии Пехлеви. Сын шаха Ирана Резы Пехлеви и сводный брат шаха Ирана Мохаммеда Резы Пехлеви.

## Ранняя биография и образование
Хамид Реза Пехлеви родился 4 июля 1932 года. Он был самым младшим сыном шаха Мохаммеда Резы и его четвёртой и самой любимой жены Эсмет Довлатшахи. Его родители поженились в 1923 году. Его мать происходила из шахской династии Каджаров. Помимо Хамида Резы у шаха Резы и Эсмет было ещё три сына и одна дочь: Абдул Реза Пехлеви, Ахмад Реза Пехлеви, Махмуд Реза Пехлеви и Фатиме Пехлеви. Они жили со своими родителями в Мраморном дворце в Тегеране.
Хамид Реза получал образование в США и в Тегеране. Во время своей учёбы в средней школе (Honeywell Foundation) в Вашингтоне в сентябре 1947 года он прогулял занятия, чтобы сесть на поезд в Голливуд (штат Калифорния), чтобы навестить своего брата "Макмуда", который учился в Калифорнийском университете в Лос-Анджелесе (UCLA). Хамид Реза объяснял это тем, что в его средней школе не было девочек-учениц, а также он тосковал по дому. Тремя месяцами ранее он совершил аналогичный поступок, оставив свою среднюю школу в Ньюпорте (штат Род-Айленд), чтобы поехать в Париж.

## Личная жизнь
Хамид Реза был женат три раза и имел четырёх детей. Впервые он женился на Мину Довлатшахи в Тегеране в марте 1951 года. От этого брака родилась дочь Нилуфар Пехлеви (род. 1953). В 1959 Хамид Реза сочетался браком с Хомой Хамене, которая подарила ему двоих детей: Бехзада Пехлеви (1957–1983) и Назака Пехлеви (12 февраля 1958–27 декабря 1987). В 1974 принц женился в третий раз на Дорис Томас, у супругов был один сын Джафар Пехлеви (род. 1975).
Один из его сыновей, Бехзад, некоторое время жил в Великобритании, но был возвращён в Иран шахом Мохаммедом Резой и учился в военной школе в Тегеране.
Из-за своего скандального образа жизни Хамид Реза был лишён титула принц, и шах запретил ему появляться при дворе.

## Поздние годы и смерть
После Иранской революции, свергнувшей шаха Мохаммеда Резу Пехлеви, Хамид Реза остался в Иране и сменил своё имя на Ислами. Однако, он был арестован как бродяга в 1986 году. Хамид Реза был приговорён к десяти годам заключения в тюрьме Эвин по обвинению в хранении наркотиков. В интервью, данном в тюрьме в 1989 году, Хамид Реза, однако, заявил, что он был приговорён за свои семейные связи. Он также отметил, что в тюрьме с ним неплохо обращались и "могло быть хуже". Среди заключенных в его тюремной камере были бывший генерал и высокопоставленные должностные лица шахского режима. В июле 1992 года, отбывая наказание, он умер от сердечного приступа.